# Stanisław Kowalski
Stanisław Kowalski (Rogówek, 14 aprile 1910 – Świdnica, 5 aprile 2022) è stato un atleta e supercentenario polacco detentore del primato mondiale nei 100 metri piani, nel lancio del disco e nel lancio del peso nella categoria M105.

## Biografia
Kowalski nacque il 14 aprile 1910 a Rogówek, allora parte del Regno del Congresso all'interno dell'Impero russo, dove visse fino alla fine degli anni 1930. Dopo il matrimonio si trasferì nella località di Brzeźnica. Nel 1952, a causa dell'allargamento del campo di addestramento militare che sorgeva nei pressi della sua abitazione, Kowalski dovette traslocare: si trasferì nel voivodato della Bassa Slesia, nel villaggio di Krzydlina Wielka, dove iniziò a gestire una piccola fattoria e trovò un impiego come "guardafili" della rete ferroviaria. Dal 1979 visse a Świdnica. Kowalski non è l'unica persona particolarmente longeva nella propria famiglia: sua madre, infatti, visse fino a 99 anni. Per decenni, Kowalski si è recato ogni giorno al lavoro in bicicletta, indipendentemente dalle condizioni atmosferiche.
Kowalski divenne l'uomo polacco più longevo vivente alla morte del 108enne Józef Żurek, il 19 marzo 2018. Il 14 aprile 2020, compiendo 110 anni, Kowalski è diventato supercentenario. Kowalski ha sempre attribuito la propria longevità al non essersi mai recato dal medico e all'aver sempre svolto le attività che gli aggradavano, senza particolari limitazioni. Ha affermato di non aver mai mangiato molto per cena.
È deceduto il 5 aprile 2022, 9 giorni prima di compiere 112 anni.

## Carriera sportiva
Il 10 maggio 2014 corse i 100 metri a Breslavia all'età di 104 anni, battendo il precedente primato europeo nella categoria M100 di oltre un secondo e consacrandosi come l'atleta europeo più longevo di sempre.
Il 28 giugno 2015 prese parte ai Polish Veterans Championships, a Toruń, all'età di 105 anni, 2 mesi e 14 giorni, divenendo l'atleta più anziano di sempre al mondo (primato ancora oggi imbattuto nelle categorie maschili, mentre l'atleta più anziano considerando ambo i sessi è la statunitense Julia Watkins, che ha corso i 100 metri come unica rappresentante di sempre della categoria femminile "W105" l'11 novembre 2021, all'età di 105 anni, 9 mesi e 2 giorni). Nell'occasione corse i 100 metri piani in 34"50, lanciò il disco a 7,50 m e gettò il peso a 4,27 m. Kowalski fu il primo atleta della storia a gareggiare a 105 anni compiuti, ragion per cui si dovette creare appositamente la categoria "M105" per gli atleti di 105 anni o più (tutt'oggi nella categoria M105 ha gareggiato, oltre a Kowalski, solo il velocista giapponese Hidekichi Miyazaki, che corse i 100 metri in 42"22 il 23 settembre 2015 all'età di 105 anni e 1 giorno). Il precedente record di longevità sportiva era detenuto da John Whittemore, statunitense che lanciò il giavellotto e il disco il 5 ottobre 2004 all'età di 104 anni, 10 mesi e 15 giorni.